# Paternosterböna
Paternosterböna eller paternosterärt (Abrus precatorius) är en växtart i paternosterbönssläktet (Abrus) och familjen ärtväxter. Den beskrevs av Carl von Linné 1767.

## Beskrivning
Paternosterbönan är en vedartad slingerväxt. Frukterna är hårda bönor, oftast röda med ett svart märke i änden, men ibland svarta eller vita. På grund av bönans vackra utseende och hårdhet används de för att göra halsband och leksaker.

## Utbredning
Arten återfinns i tropiska och subtropiska områden i Gamla världen, från Sydafrika och Mauretanien över Jemen till Indien, Indokina och södra Kina, samt i Australien. Den har även införts i Sydamerika, Karibien och Florida.

## Giftighet
Bönorna innehåller giftet abrin, och en enda väl söndertuggad böna kan betyda livsfara. Symtomen på förgiftning är svåra magsmärtor och diarré med blod i avföringen.

## Underarter
Arten delas in i följande underarter:
- A. p. africanus (i Afrika och Jemen)
- A. p. precatorius (i Asien och Australien)

## Bildgalleri

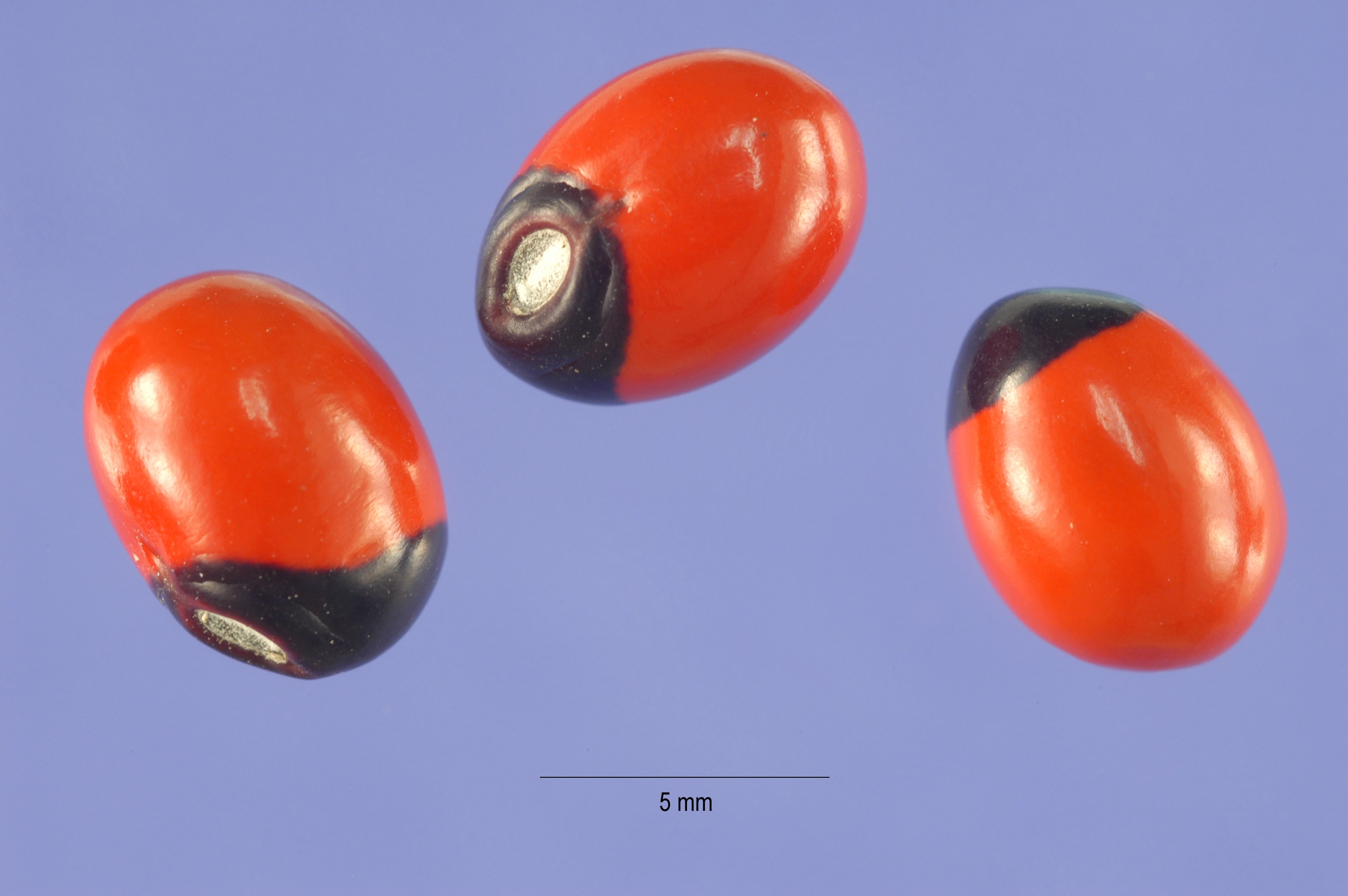
Bönor.
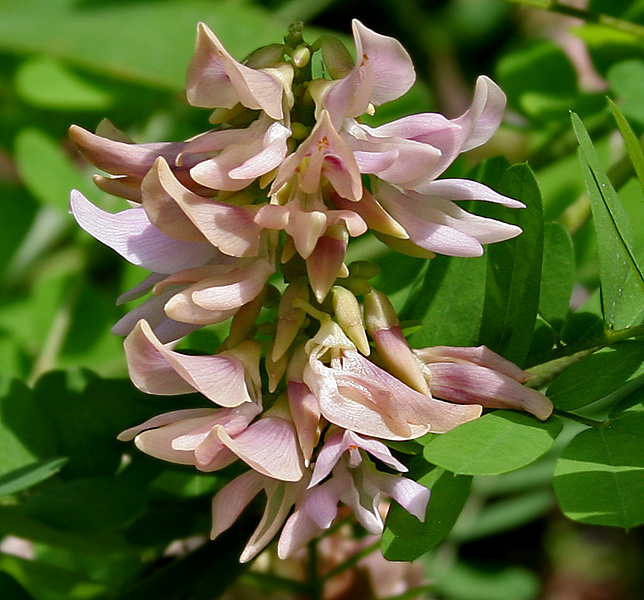
Blommor.